# 웨이스트랜드 (시리즈)
《웨이스트랜드》(Wasteland)는 브라이언 파고가 기획한 일련의 롤플레잉 비디오 게임 시리즈이다. 본래 인터플레이 엔터테인먼트가 개발하고 일렉트로닉 아츠가 배급한 1988년 게임 《웨이스트랜드》로 탄생했다. 이후 파고의 기업이 저작권을 획득하면서 부활해 크라우드펀딩을 통해 후속작 《웨이스트랜드 2 (2014)》와 《웨이스트랜드 3 (2020)》가 발매됐다.
종말후 세계를 무대로 오픈 월드 게임플레이를 지향하는 것이 특징으로 인터플레이가 개발했던 초기 《폴아웃》 게임들과 유사하다.

## 게임

### 웨이스트랜드 (1988)
《웨이스트랜드》는 후에 폴아웃을 제작한 인터플레이 프로덕션스가 개발했다. 배급사는 일렉트로닉 아츠였다. 2020년에 크롬 스튜디오스와 인엑자일 엔터테인먼트가 개발하고 엑스박스 게임 스튜디오가 배급한 리메이크가 《웨이스트랜드 3》 출시를 몇 달 앞두고 발매됐다.

### 웨이스트랜드 2 (2014)
《웨이스트랜드 2》는 1편의 감독 브라이언 파고가 2003년 일렉트로닉 아츠로부터 판권을 획득해 제작하게 됐다. 2012년에 소속기업 인엑자일이 기획한 크라우드펀딩을 통해 제작비를 마련했다. 2014년에 리눅스, 맥 및 윈도우로 발매됐다. 2015년, 게임플레이를 개선한 감독판이 기존 플랫폼에 플레이스테이션 4 및 엑스박스 원을 추가해 발매됐으며 2018년에 닌텐도 스위치로 이식됐다. 2018년 기준 인엑자일이 얻은 매출은 1200만 달러였다.

### 웨이스트랜드 3 (2020)
《웨이스트랜드 3》는 게임의 무대를 콜로라도로 옮겼다. 예상 플레이시간이 전작의 100시간보다 짧은 50시간 가량인 것이 특징이다. 2020년에 리눅스, macOS, 윈도우, 플레이스테이션 4 및 엑스박스 원으로 발매됐다.